# (6808) Plantin
(6808) Plantin (1932 CP) – planetoida z pasa głównego asteroid okrążająca Słońce w ciągu 3,37 lat w średniej odległości 2,25 j.a. Odkryta 5 lutego 1932 roku.